# نهائي كأس إيطاليا 1992
نهائي كأس إيطاليا 1992 هي المباراة النهائية من منافسة كأس إيطاليا 1991–92، أقيمت المباراة في 1992، بين فريقي يوفنتوس، ونادي بارما، وفاز فيها نادي بارما، بعد أن هزم يوفنتوس، بنتيجة 1 - 2.

## تفاصيل المباراة
لعبت المباراة النهائية في 1992.
| يوفنتوس | 1 -2 | نادي بارما |
| ------- | ---- | ---------- |
|         |      |            |